# Manuel Gomes Guerreiro
Manuel Gomes Guerreiro (Querença, Loulé, 20 de Janeiro de 1919 - 10 de Abril de 2000), foi um académico e engenheiro silvicultor. Foi o primeiro reitor da Universidade do Algarve, tendo sido considerado, pela sua carreira no ensino e na investigação científica, como uma das principais figuras algarvias do Século XX.

## Biografia

### Nascimento e formação
Manuel Gomes Guerreiro nasceu em 20 de Janeiro de 1919, no sítio das Vargens, parte da Freguesia de Querença, no concelho de Loulé.
Concluiu o ensino secundário no Liceu João de Deus, em Faro e depois entrou no Instituto Superior de Agronomia, em Lisboa, onde se licenciou em Engenharia Florestal e tirou o doutoramento em Ciências Florestais.

### Carreira profissional
Em 1943 começou a trabalhar como engenheiro silvicultor. Nesse ano entrou na Estação de Experimentação Florestal do Sobreiro, em Alcobaça, dirigida por Joaquim Vieira Natividade, onde se dedicou principalmente ao estudo de várias espécies florestais portuguesas, como espécies de Populus, Castanea e Quercus.
Em 1967 fez as provas para professor agregado, e posteriormente para professor extraordinário do Instituto Superior de Agronomia. Recebeu a aprovação para professor catedrático em 1968, na Universidade de Luanda, cidade onde estava numa comissão de serviço. Também esteve integrado no Instituto de Investigação Científica de Moçambique, onde exerceu como investigador e depois como director. Posteriormente, foi responsável pelos cursos de Agronomia e Silvicultura em Angola, e em 1972 começou a trabalhar como vice-reitor da Universidade de Luanda. Em Janeiro de 1974, tornou-se vogal da Comissão Instaladora da Universidade de Évora, tendo depois passado para a Universidade Nova de Lisboa, em cuja instalação também colaborou, e onde dirigiu o o Departamento de Ciências do Ambiente Em 1979, foi nomeado para a presidência da Comissão Instaladora da Universidade do Algarve, onde esteve em funções como o primeiro reitor daquela instituição de ensino, entre 1982 e 1986. Após a sua jubilação, em 1989 entrou nos quadros directivos da Universidade Internacional, onde pouco tempo depois passou a ocupar a função de vice-reitor. Exerceu igualmente como Secretário de Estado do Ambiente durante o primeiro Governo Constitucional, de 1976 a 1977.
Como investigador, estudou principalmente os campos da genética, os estudos ambientais, as ciências ecológicas e a floresta. Também foi o autor de vários livros sobre diversos temas, especialmente a silvicultura, o ensino e a ecologia.

### Falecimento
Manuel Gomes Guerreiro faleceu em 10 de Abril de 2000.

## Homenagens
A 28 de março de 2000, foi agraciado com o grau de Grã-Cruz da Ordem da Instrução Pública.
Em 13 de Dezembro de 2018, a Câmara Municipal de Loulé e a Fundação Manuel Viegas Guerreiro assinaram um acordo para a criação do Percurso Eco-Botânico Manuel Gomes Guerreiro, na aldeia de Querença.
Em Janeiro de 2019, a Universidade do Algarve fundou o Prémio Manuel Gomes Guerreiro, no âmbito das comemorações do centenário do seu nascimento, e do 40º aniversário daquela instituição de ensino.

## Leitura recomendada
- Manuel Gomes Guerreiro: Um Esboço Biográfico. Faro: Fundação para o Desenvolvimento da Universidade do Algarve. 2001. ISBN 972-96932-4-2